# دورة حياة معقدات القمة

التركيب الخلوي النموذجي لكائن من معقدات القمة: 1-حلقة قطبية، 2-المخروط، 3-الخيوط المكروية، 4-الخيط القوسي، 5-النواة، 6-النوية، 7-الميتوكوندريا، 8-الحلقة الخلفية، 9-السنخ، 10-جهاز جولجي، 11-مسم مكروي.

معقدات القمة هي مجموعة من الطفيليات الجوانية وتمتلك مراحل لدورة الحياة والتي تسمح لها بالعيش في مختلف الظروف البيئية التي تتعرض لها خلال دورة حياتها المعقدة. تتميز كل مرحلة من دورة حياة كائن معقدات القمة بتنوع خلوي وتميز تشكلي وكيميائي حيوي.
لا تمر كل معقدات القمة بالتنوع الخلوي وطرق الانقسام. المقالة تستعرض الناحية النظرية لكائنات معقدات القمة.

## طرق التكاثر اللاجنسية
تتكاثر معقدات القمة بواسطة طرق الانقسام الثنائي (وكذلك يسمى بالتكاثر الانشطاري)، وهذه الطرق تشمل التوالد التعرسي والتكاثر البوغي وتقاسم النماء الجزئي، رغم أن تقاسم النماء الجزئي يسمى أحيانا بالتكاثر الانشطاري رغم المعنى العام لهذه التسمية.
يعد تقاسم النماء الجزئي عملية تكاثر لاجنسية في معقدات القمة. حيث تقوم الأتروفة بزيادة حجمها بعد إصابة خلية العائل بالعدوى، كما تنقسم نواة وعضيات الخلية بسرعة. يعرف الكائن خلال هذه المرحلة باسم المتقسمة. يؤدي انقسام السيتوبلازم إلى تقسيم المتقسمة متعددة النوى إلى خلايا شقيقة متماثلة تسمى بالأقسومة والتي ستنتشر في الدم بعد هلاك الخلية العائلة. من الكائنات التي تعتمد على هذه الطريقة التيلرية والبابسيا وكذلك المتصورة المسببة للملاريا.
أما التكاثر البوغي، فهو نوع من التكاثر الجنسي واللاجنسي، حيث يتضمن تزاوجا نوويا لتكوين بويضة مخصبة يتلوها انقسام منصف وانقسام متعدد. تؤدي العملية إلى تكوين أحياء بوغية.
يتضمن التكاثر أنواعا أخرى مثل التبرعم الداخلي وتعدد الأسلاف الداخلي. التنشؤ الداخلي هي عملية تكاثر لاجنسي، وتعد من أبرز طرق تكاثر المقوسة الغوندية، وتتضمن عملية غير معتاد، حيث تتكون الخلايا الجديدة داخل الخلية الأم والتي تستهلكها ذريتها حتى ينفصلون عنها.
تعدد الأسلاف الداخلي عملية تتضمن الانقسام الداخلي بواسطة التبرعم.

## ملخص بأنواع الخلايا
في دورة حياة معقدات القمة، قد يمر الكائن بأشكال مختلفة من الخلايا أو الأطوار التي يتشكل بها الكائن، وهي:
- حيوان بوغي
- الأقسومة
- العرسية
- البيضة المتحركة
- الأتروفة
- المتباطئة
- المتسارعة
- بيضة متكيسة

## معرض صور

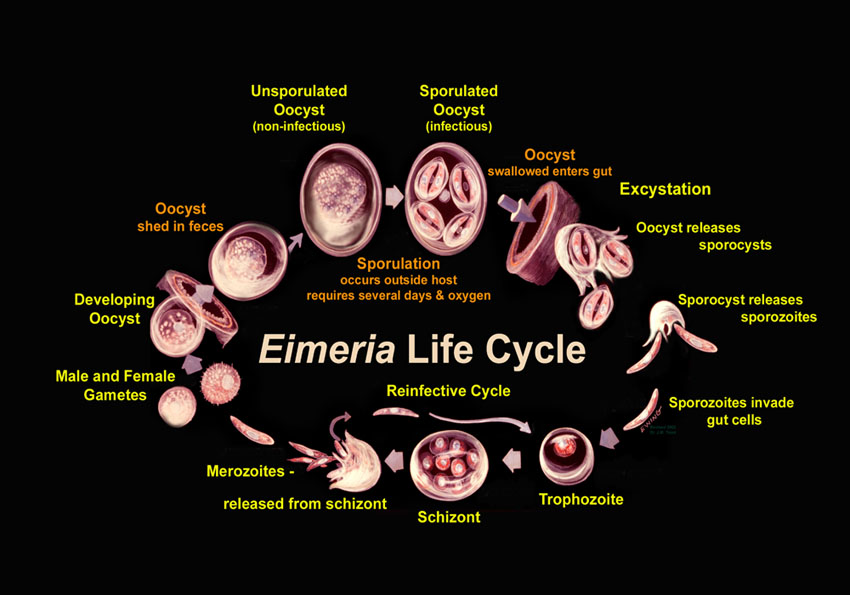